# Schluderbach

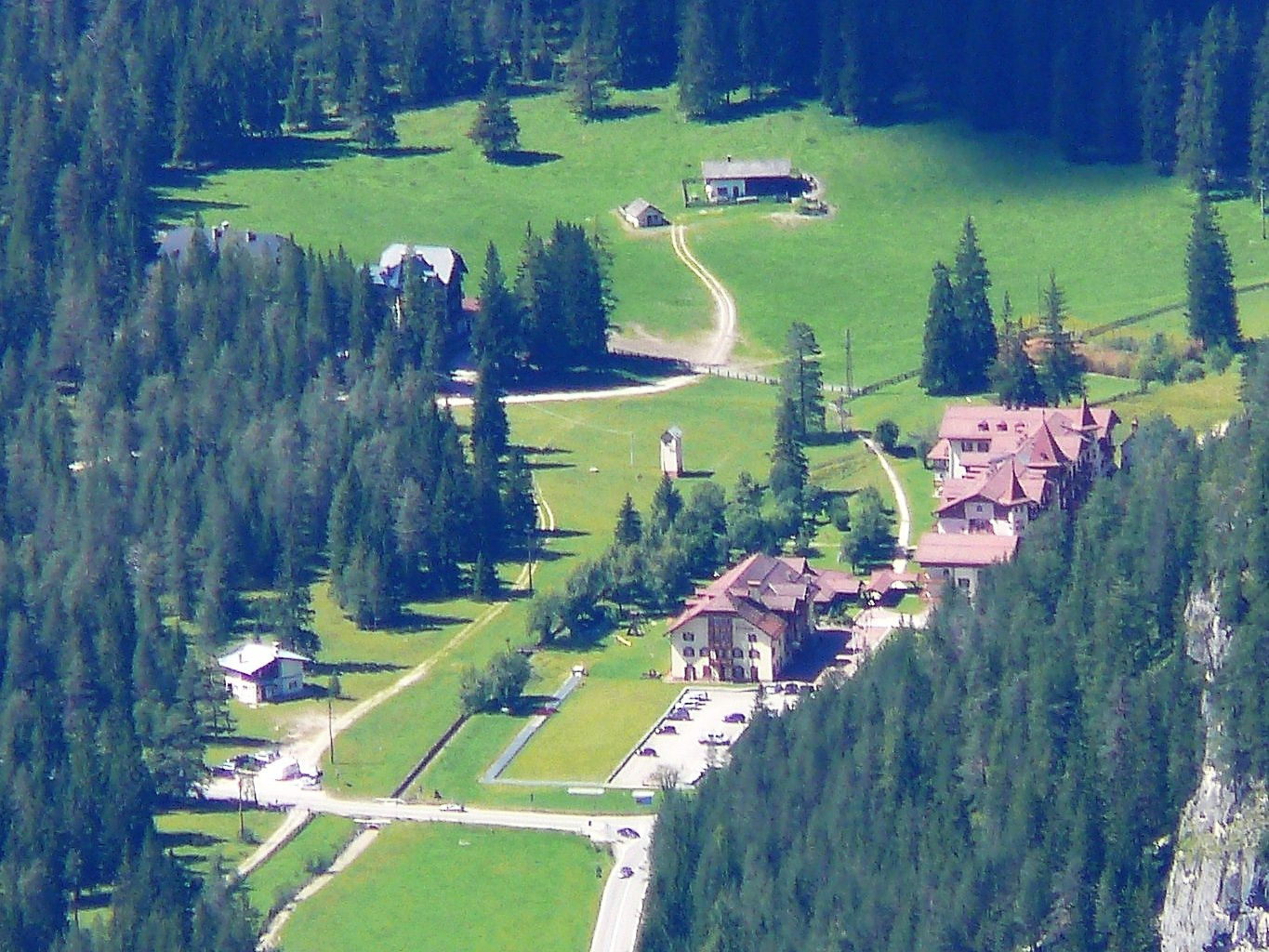
Schluderbach von Norden

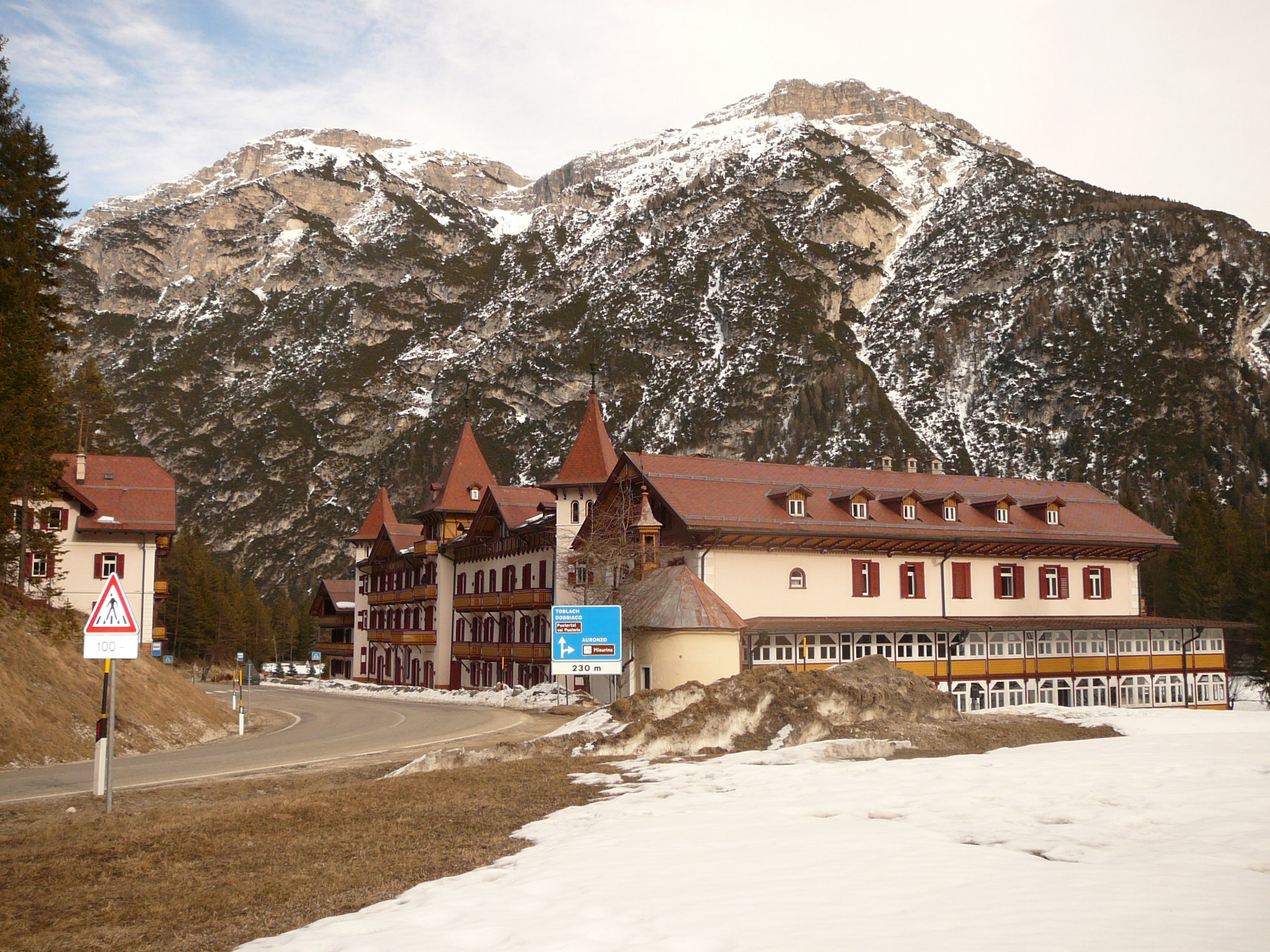
Gasthof Ploner in Schluderbach von Westen

Schluderbach (italienisch Carbonin) ist ein Ortsteil der Gemeinde Toblach in Südtirol (Italien), der stark touristisch geprägt ist.

## Lage
Schluderbach liegt auf einer Höhe von ca. 1440 m s.l.m. im Höhlensteintal, das eine durch die SS 51 erschlossene Verkehrsachse zwischen Toblach und Cortina d’Ampezzo in der Provinz Belluno bildet. Hier zweigt nach Südosten das Valle Popena zum Misurinasee hin ab. Im Süden liegt die Cristallogruppe, im Osten der Monte Piano. Die nächstgelegene Ortschaft im Norden ist Höhlenstein (Landro), drei Kilometer westlich liegt die Passhöhe Im Gemärk (Passo Cimabanche, ladinisch Sorabances, 1530 m).

## Geschichte
Am Anfang des 19. Jahrhunderts befand sich an der Stelle des heutigen Schluderbach ein Holzhandelsplatz, der nach den hier tätigen Köhlern Al Carbonin („Beim Köhler“) genannt wurde. Der Bauer Hans Ploner, der aus Alt-Schluderbach (Carbonin Vecchia), einem Weiler Toblachs nahe bei Niederdorf stammte, eröffnete hier 1836 ein Wirtshaus.
Dieses bald schon „Beim Schluderbacher“ genannte Haus verlieh schließlich dem Ort seinen Namen. Hans Ploners Sohn Georg, „Der Alte Schluderbacher“, etablierte das Hotel als einen der wichtigsten Stützpunkte des aufstrebenden Dolomitenalpinismus. 1872 engagierte er die Brüder Hans und Michel Innerkofler als Bergführer, auch andere wichtige Alpinisten dieser Zeit wie Santo Siorpaes führten von hier aus bedeutsame Touren, darunter viele Erstbesteigungen durch, die bekannten Führer lockten vermögende Gäste an. Insbesondere für Touren auf die Drei Zinnen war Schluderbach in dieser Zeit der wichtigste Ausgangspunkt. Georgs Ploners Tochter Anna erreichte 1874 als erste Frau den Gipfel der Großen Zinne. Auch Georg Ploner selbst hatte alpinistische Erfolge, 1879 gelang ihm die Erstbesteigung der Westlichen Zinne.
Im Ersten Weltkrieg war die heutige Grenze zwischen Südtirol und der Provinz Belluno ca. der Frontverlauf zwischen Österreich und Italien von 1915 bis 1917. Die ehemalige Staatsgrenze verlief südlich von Cortina über Sorapis, Passo Tre Croci, Monte Cristallo und traf 1 km südöstlich von Schluderbach an der „Grenzbrücke“ wieder auf die jetzige Grenze. Da der Kessel von Cortina gegen die italienische Übermacht nicht zu verteidigen war, wurde die Front zurückgenommen. Die im Zuge des Krieges errichtete Dolomitenbahn zwischen Toblach und Cortina versah Schluderbach ab 1917 mit einem Anschluss an das Schienennetz. Die Strecke wurde 1962 stillgelegt.
Heute besteht Schluderbach nur aus wenigen Häusern, hauptsächlich Hotels und Ferienhäusern, und ist fast ausschließlich als Urlaubsort von Bedeutung.